# Köditz
Köditz – gmina w Niemczech, w kraju związkowym Bawaria, w rejencji Górna Frankonia, w regionie Oberfranken-Ost, w powiecie Hof. Leży przy autostradzie A72, drodze B173 i linii kolejowej Hof – Bad Steben/Schwarzenbach am Wald.
Gmina położona jest 5 km na północny zachód od centrum Hof i 45 km na północny wschód od Bayreuth.

## Podział administracyjny
W skład gminy wchodzą następujące dzielnice:
| - Brunn - Brunnenthal - Heroldsgrün - Hohbühl - Joditz - Köditz - Lamitz - Lamitzmühle | - Neuköditz - Saalenstein - Scheibengrün - Scharten - Schlegel - Seebühl - Siebenhitz - Stöckaten |

## Demografia
| Rok  | Liczba mieszk. |
| ---- | -------------- |
| 1970 | 2411           |
| 1987 | 2209           |
| 2000 | 2814           |
| 2006 | 2746           |

## Zabytki i atrakcje
- Kościół pw. św. Leonarda (St. Leonhard) z obronnymi murami